# Curs mitjà del riu Albaida
Curs mitjà del riu Albaida este o arie protejată (sit de importanță comunitară — SCI) din Spania întinsă pe o suprafață de 863,94 ha, integral pe uscat.

## Localizare
Centrul sitului Curs mitjà del riu Albaida este situat la coordonatele 38°55′44″N 0°27′59″W / 38.9289°N 0.4664°V.

## Înființare
Situl Curs mitjà del riu Albaida a fost declarat sit de importanță comunitară în iulie 2001 pentru a proteja un număr necunoscut de specii din flora spontană și fauna sălbatică aflate în arealul zonei.

## Biodiversitate
Situată în ecoregiunea mediteraneană, aria protejată conține 4 habitate naturale: Galerii și tufărișuri riverane sudice (Nerio-Tamaricetea și Securinegion tinctoriae), Pajiști umede mediteraneene cu ierburi înalte de Molinio-Holoschoenion, Râuri mediteraneene cu debit permanent și vegetație de Glaucium flavum, Galerii de Salix alba și de Populus alba.
La baza desemnării sitului se află un număr nedeclarat de specii protejate.